# المقاسمة (القفر)

تعديل مصدري - تعديل

المقاسمة هي إحدى قرى عزلة بني سيف العالي بمديرية القفر التابعة لمحافظة إب، بلغ تعداد سكانها 529 نسمة حسب تعداد اليمن لعام 2004.